# Hemerobie
Der ökologische und naturschutzfachliche Begriff Hemerobie ist ein Maß für den gesamten Einfluss des Menschen auf natürliche Ökosysteme. Die aus den griechischen Wörtern ἥμερος (hḗmeros „gezähmt, kultiviert“) und βίος (bíos „Leben“) gebildete und erstmals Anfang des 20. Jahrhunderts von Biologen in Skandinavien benutzte Bezeichnung kann etwa mit Kultivierungsgrad übersetzt werden. Im Sprachgebrauch des fachlichen Naturschutzes wird die Hemerobie auf den Grad der Natürlichkeit von Vegetation reduziert und gleichbedeutend mit den Begriffen Naturnähe oder Naturferne verwendet. Liegen unumkehrbare (oder irreversible) Standortveränderungen vor, ist es jedoch sinnvoll, zwischen dem Konzept der Hemerobie und dem der Naturnähe zu differenzieren.

## Naturnähe/Naturferne

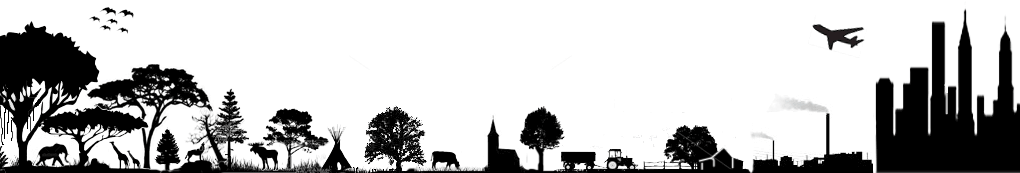
Alle Grenzen sind fließend: Wo endet Natur und wo beginnt Kultur?

Naturnähe/Naturferne oder Natürlichkeit ist eines der zentralen Fachkriterien für eine ökologisch fundierte naturschutzfachliche Bewertung von Pflanzengesellschaften. Dieser Bewertung liegt zugrunde, dass die Gegenüberstellung von Natürlichkeit und Unnatürlichkeit bzw. Künstlichkeit keine absolute, sondern eine relative ist: Es gibt im Prinzip beliebig viele Grade von Natürlichkeit und Künstlichkeit, die sich zudem auf unterschiedliche Dimensionen beziehen können. Dies führt dazu, dass es keine allgemein anerkannte Definition von Naturnähe/Naturferne gibt und es umstritten ist, welche Indikatoren für die Ermittlung des Grades der Naturnähe/Naturferne herangezogen werden sollten. Deshalb existiert eine Vielfalt unterschiedlicher Kriterien und Einteilungen. Bezogen auf die (zumeist bestimmende) Pflanzenwelt wird die Naturnähe als Differenz zwischen der tatsächlichen und der (heutigen) potenziell natürlichen Vegetation eines Ökosystems abgeleitet. So entsteht beispielsweise eine Skala von „sehr naturnah“ bis „kulturbestimmt“. Die Festlegung erfolgt z. B. über die prozentualen Anteile der natürlich vorkommenden Arten. Ein Gebiet, in dem 100 % der nach der potenziellen natürlichen Vegetation zu erwartenden Arten vorkommen, wäre demnach „sehr naturnah“. Ein Maisfeld hingegen, bei dem man noch maximal 10 % der Arten findet, die dort von Natur aus leben würden, wäre „kulturbestimmt“. Um zu solchen Ergebnissen zu gelangen, wird vor allem die Biotopkartierung eingesetzt. Mit der Naturschutzstrategie des Prozessschutzes will man erreichen, dass sich (relativ) naturnahe Biotope allein durch die natürliche Sukzession ihrem potenziellen Naturzustand weiter annähern.

## Hemerobie-System nach Jalas und Sukopp
Für die Hemerobie als Störung der Vegetation hat sich in Mitteleuropa das System nach Jaakko Jalas (1953, 1955) durchgesetzt, das 1972 von Herbert Sukopp weiterentwickelt wurde. Lebensräume und Vegetationstypen werden in folgende Skala (Hemerobiestufen, Hemerobiegrade) eingeteilt:
- ahemerob / natürlich (unbeeinflusst; griech. an „ohne“)
- oligohemerob / naturnah (gering beeinflusst, wie sehr gering besiedelte Gebiete, Arktis, Wüsten, Hochgebirge; griech. oligo „wenig“)
- mesohemerob (~ semihemerob) / halbnatürlich (mäßig beeinflusst, wie dünn besiedelte Kulturlandschaften; meso „mittel“)
- euhemerob / naturfern (stark beeinflusst, wie Agrarlandschaften, Siedlungen; eu „wohl-“)
- polyhemerob (sehr stark beeinflusst, teilbebaute Flächen, Deponien; poly „viel“)
- metahemerob / naturfremd (Biozönose weitgehend zerstört: Anthropotope wie Verkehrsflächen, Kerngebiete der Innenstädte und vegetationsfreie Industrieanlagen; meta „über(mäßig)“)

### Globaler Maßstab
In der Siedlungsgeographie existieren seit langem die Begriffe Ökumene für den dauernd besiedelten Raum, Subökumene für den extensiv genutzten und nur punktuell besiedelten Raum sowie Anökumene für nicht bewohnbare Gebiete. Vergleichende Betrachtungen der globalen Ökosysteme operieren häufig mit einer reduzierten Skala der Hemerobie. Dabei geht es vor allem in populärwissenschaftlichen Darstellungen um die (plakative) Grenzziehung zwischen Wildnis und Kulturlandschaft. Seriöse Veröffentlichungen berufen sich dabei auf verschiedene wissenschaftliche Studien. Vor allem ist hier die umfassende Studie „Last of the wild – Version 2“ zu nennen, die 2005 von der Wildlife Conservation Society und dem „Center for International Earth Science Information Network“ (CIESIN) an der Columbia University (New York) veröffentlicht wurde. Ausgehend von acht Hemerobie-Stufen, die hier als „Menschlicher Fußabdruck“ (HFI – „Human footprint index“) bezeichnet werden, gelangt die Studie zu einer Dreiteilung der irdischen Landoberfläche in „most wild“ (etwa ‚Kernwildnis‘), „last of the wild“ (etwa ‚Wildnischarakter‘) und „least wild“ (etwa ‚Restwildnis‘).
Aufgrund des massiven anthropogenen Einflusses des Menschen auf die Biosphäre wurde vorgeschlagen, das laufende Erdzeitalter Anthropozän zu nennen.

### Hemerobiegrade in Deutschland

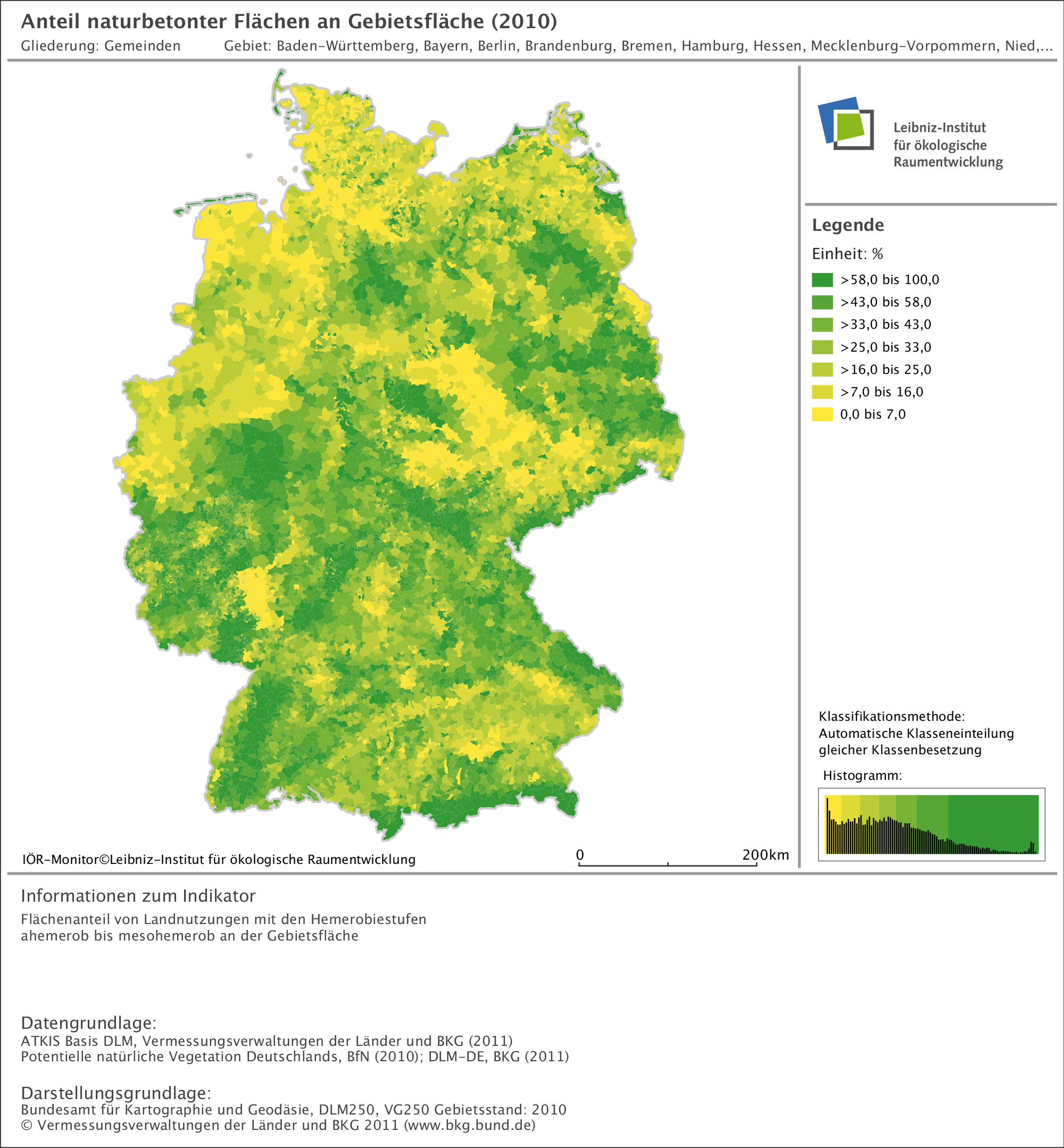
Anteil naturbetonter Flächen je Gemeinde in Deutschland

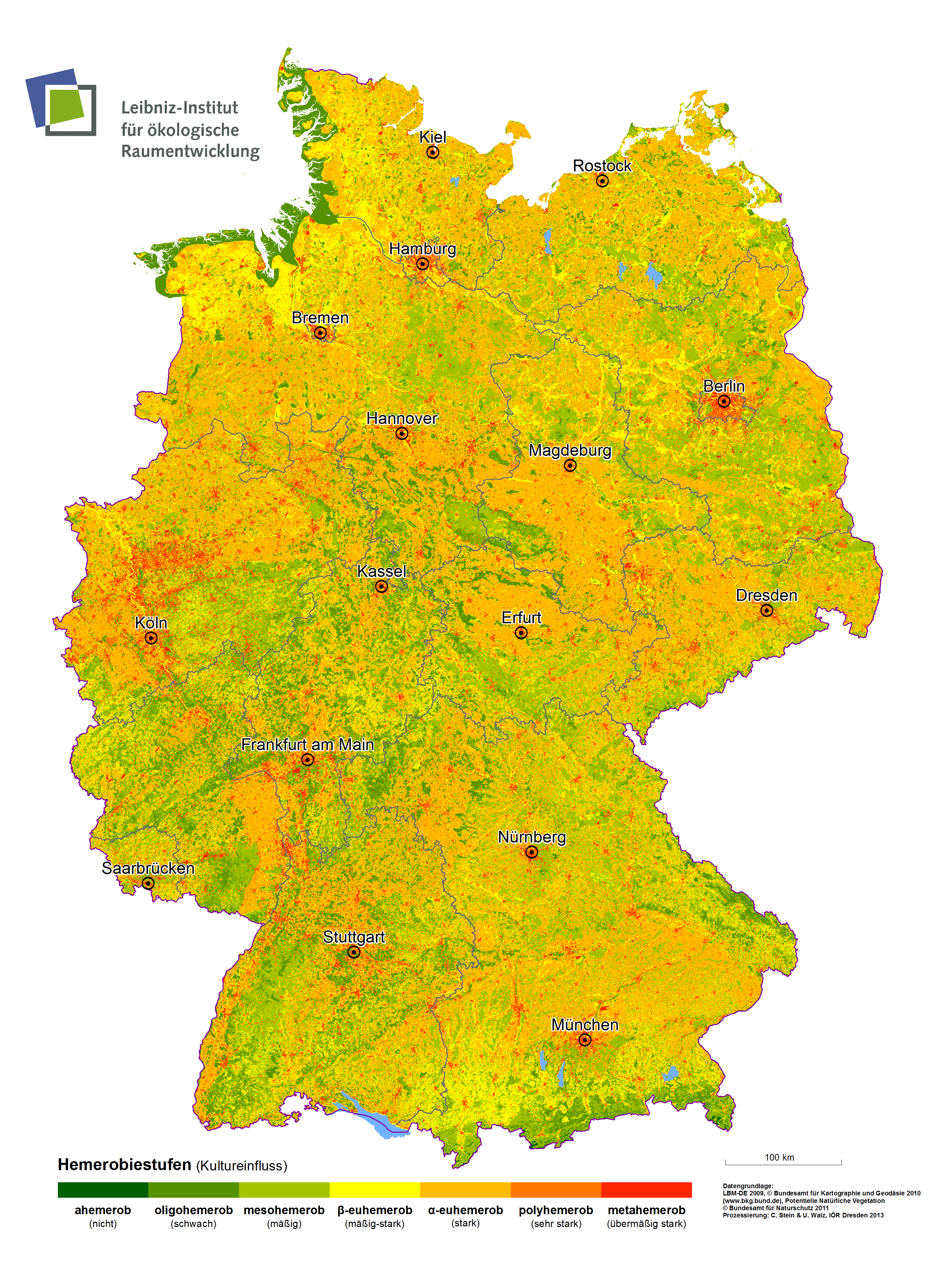
Hemerobie Deutschlands 2010

Ahemerobe Biotope existieren in Deutschland infolge der flächendeckenden, historischen Kulturlandschaftsentwicklung nicht oder nur in besonderen, kleinflächigen Ausnahmefällen. Einige Gebiete können als oligohemerob klassifiziert werden wie z. B. die Hochgebirge der Bayerischen Alpen und natürliche Moore. Als meso- bzw. semihemerob können die Wattenmeere sowie alte, heimische Buchenmischwälder mit naturnahen Strukturen und Arteninventar angesehen werden. Fünf – allerdings relativ kleine – Buchenwälder wurden darum 2011 als Teilcluster des Europäischen Buchenwaldes als Weltnaturerbe von der UNESCO anerkannt. Infolge der Daten der Hemerobieindikatoren des Monitor der Siedlungs- und Freiraumentwicklung gehören etwa 33 % der Landesfläche Deutschlands zu den drei naturbetonten Stufen (ahemerob bis mesohemerob) und 67 % zu den kulturbetonten Stufen (euhemerob bis metahemerob).